# NGC 7809
NGC 7809 est une lointaine galaxie spirale irrégulière située dans la constellation des Poissons. Sa vitesse par rapport au fond diffus cosmologique est de 18 836 ± 44 km/s, ce qui correspond à une distance de Hubble de 277,8 ± 19,5 Mpc (∼906 millions d'al). NGC 7809 a été découverte par l'astronome allemand Albert Marth en 1864.
NGC 7809 est généralement classée comme étant une galaxie irrégulière, mais on distingue également bien sur les images SDSS (ci-contre à droite, dans l'encadré) le motif d'une galaxie spirale.
La classe de luminosité de NGC 7809 est V-VI.